# Государственная дактилоскопическая регистрация в Российской Федерации
Государственная дактилоскопическая регистрация в Российской Федерации — деятельность, осуществляемая органами исполнительной власти и федеральными государственными учреждениями России по получению, учету, хранению, классификации и выдаче дактилоскопической информации, установлению или подтверждению личности человека.

## История
Система дактилоскопической регистрации, существовавшая в России с первых десятилетий XX столетия, решала, в основном, задачу установления личности лиц, подлежащих уголовной дактилоскопической регистрации, т.е. осужденных, привлекавшихся к уголовной ответственности. Они обязательным образом дактилоскопировались, их дактилокарты вливались в картотеки Информационных центров региональных Управлений внутренних дел.

## Сдерживающие факторы
Вопрос об использовании дактилоскопической регистрации в более широком плане стоял с тех пор, как были созданы первые картотечные системы дактилоскопического учёта. Со временем этот вопрос становился более острым. Это обуславливалось, например, имеющимися в ряде случаев сложностями по установлению личности неопознанных трупов, жертв несчастных случаев, техногенных и природных катастроф, авиакатастроф, жертв локальных военных конфликтов и т.д.
Дактилоскопическая регистрация, основанная на использовании отпечатков пальцев рук, как на одной из биометрических характеристик человека, является в ряду подобных направлений наиболее дешёвым, простым, технологичным и надёжным средством идентификации личности. Она во многом удовлетворяет требованиям к общегосударственной системе регистрации граждан и обеспечивает решение стоящих перед нею задач.
Сдерживало широкое применение дактилоскопической регистрации следующее:
- она не могла быть оперативной, быстродействующей в связи с высокой трудоёмкостью работы с картотечными учётами;
- десятипальцевый принцип организации картотечной системы — при отсутствии какого-то количества отпечатков пальцев на «запросной» дактилокарте сложность и время поиска по картотеке возрастали в несколько раз, в десятки и сотни раз.

Создание автоматизированных дактилоскопических систем решало эти проблемы:
- скорость поиска определялась уровнем и качеством программного обеспечения и алгоритмов поиска и кодирования папиллярных узоров, а также объёмом и быстродействием всего программно-технического комплекса АДИС (автоматизированной дактилоскопической информационной системы);
- поиск ведётся не по десятипальцевому принципу, как в картотечных учётах, АДИС является системой монодактилоскопической, т.е. для поиска достаточно отпечатка одного пальца руки или даже лишь его фрагмента, это обеспечивает возможность установления личности, например, неопознанных трупов, когда объём дактилоскопического материала может быть очень малым.

## Решаемые задачи
Создание Российской автоматизированной дактилоскопической системы, удовлетворяющей всем техническим и эксплуатационным требованиям, позволило приступить к созданию Государственной системы дактилоскопической регистрации. Был принят и 25 июля 1998 года подписан Президентом Российской Федерации соответствующий закон.
В нём определялось, что дактилоскопическая информация, полученная в результате проведения государственной дактилоскопической регистрации, используется для:
- розыска пропавших без вести граждан Российской Федерации, иностранных граждан и лиц без гражданства;
- установления по неопознанным трупам личности человека;
- установления личности граждан Российской Федерации, иностранных граждан и лиц без гражданства, не способных по состоянию здоровья или возрасту сообщить данные о своей личности;
- подтверждения личности граждан Российской Федерации, иностранных граждан и лиц без гражданства;
- предупреждения, раскрытия и расследования преступлений, а также предупреждения и выявления административных правонарушений.

## Случаи обязательной д-регистрации
Законом предусматривалась добровольная дактилоскопическая регистрация, а также определялся перечень лиц, подлежащих обязательной дактилоскопической регистрации:
- граждане Российской Федерации, призываемые на военную службу;
- военнослужащие;
- граждане Российской Федерации, проходящие службу:
  - в органах внутренних дел;
  - в органах федеральной службы безопасности;
  - в органах внешней разведки;
  - органах по контролю над оборотом наркотических средств и психотропных веществ;
  - органах государственной налоговой службы;
  - органах по делам гражданской обороны, чрезвычайным ситуациям и ликвидации последствий стихийных бедствий;
  - органах и подразделениях службы судебных приставов;
  - таможенных органах;
  - органах государственной охраны;
  - учреждениях и органах уголовно-исполнительной системы;
  - Государственной противопожарной службе;
- спасатели профессиональных аварийно-спасательных служб и профессиональных аварийно-спасательных формирований Российской Федерации;
- члены экипажей воздушных судов государственной, гражданской и экспериментальной авиации Российской Федерации;
- граждане Российской Федерации, иностранные граждане и лица без гражданства, не способные по состоянию здоровья или возрасту сообщить данные о своей личности, если установить указанные данные иным способом невозможно;
- граждане Российской Федерации, иностранные граждане и лица без гражданства, подозреваемые в совершении преступления, обвиняемые в совершении преступления либо осужденные за совершение преступления, подвергнутые административному аресту, совершившие административное правонарушение, если установить их личность иным способом невозможно;
- иностранные граждане и лица без гражданства, подлежащие выдворению (депортации) за пределы территории Российской Федерации;
- иностранные граждане и лица без гражданства, прибывшие в Российскую Федерацию в поисках убежища и подавшие ходатайства о предоставлении политического или иного убежища либо о признании их беженцами на территории Российской Федерации;
- иностранные граждане, незаконно находящиеся на территории Российской Федерации;
- иностранные граждане, получившие разрешение на временное проживание.
- граждане Российской Федерации, претендующие на получение удостоверения частного охранника / детектива.

Обязательной государственной дактилоскопической регистрации подлежат все неопознанные трупы.